# Melchor Ocampo, Zacatecas
Melchor Ocampo là một đô thị thuộc bang Zacatecas, México. Năm 2005, dân số của đô thị này là 2506 người.